# 香港關顧自閉聯盟
香港關顧自閉聯盟（英語：Hong Kong Autism Awareness Alliance）成立於2009年4月，是由一群關注自閉症社區教育及推廣運動的香港家長、專業人士、自閉症人士和義工組成，自2005年起定期每年10月舉行香港關顧自閉周，由2008年開始改為於每年3月底4月初舉行世界關顧自閉日。